# Wildervank

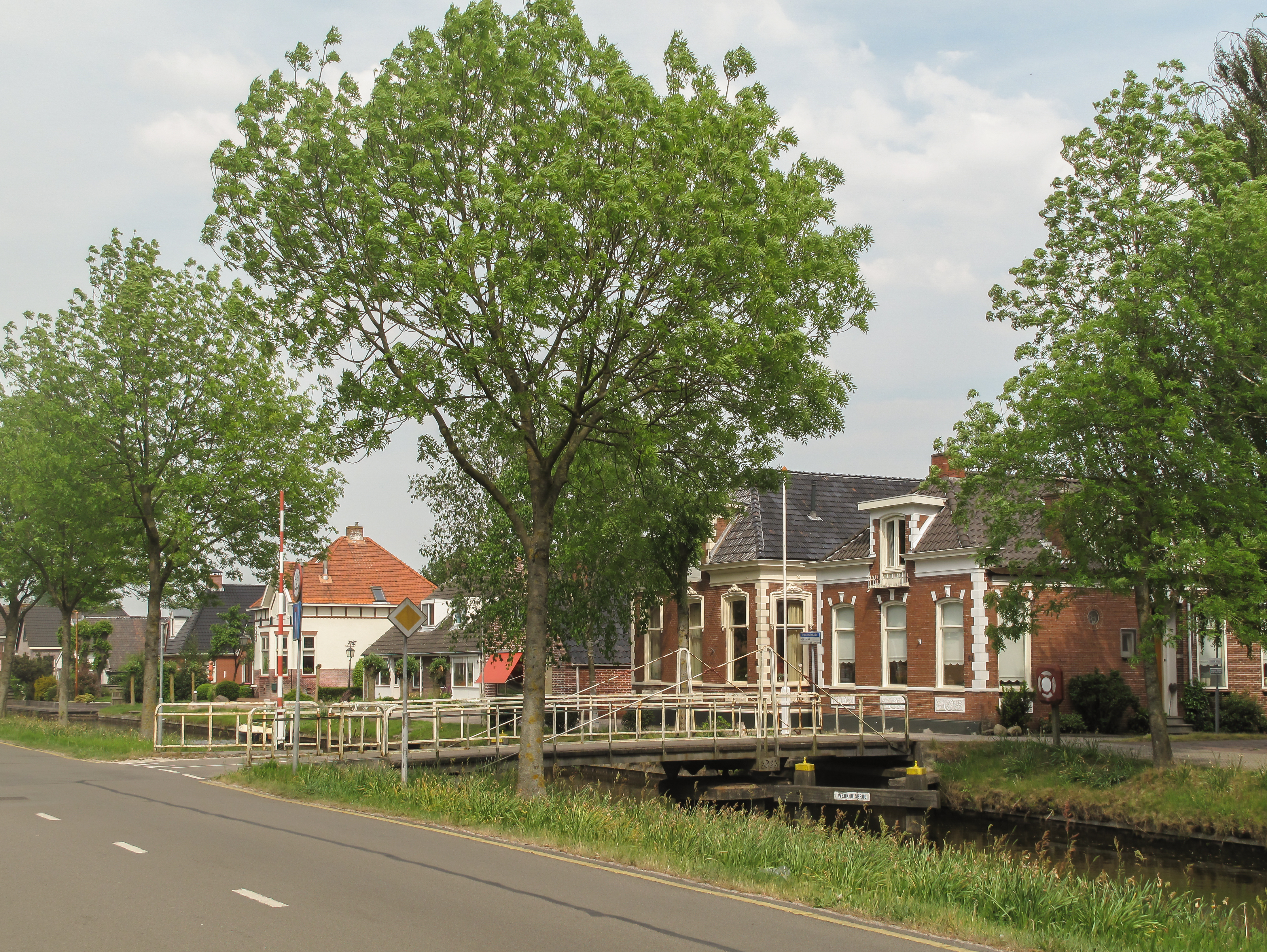
Wildervank: il Werkhuisbrug

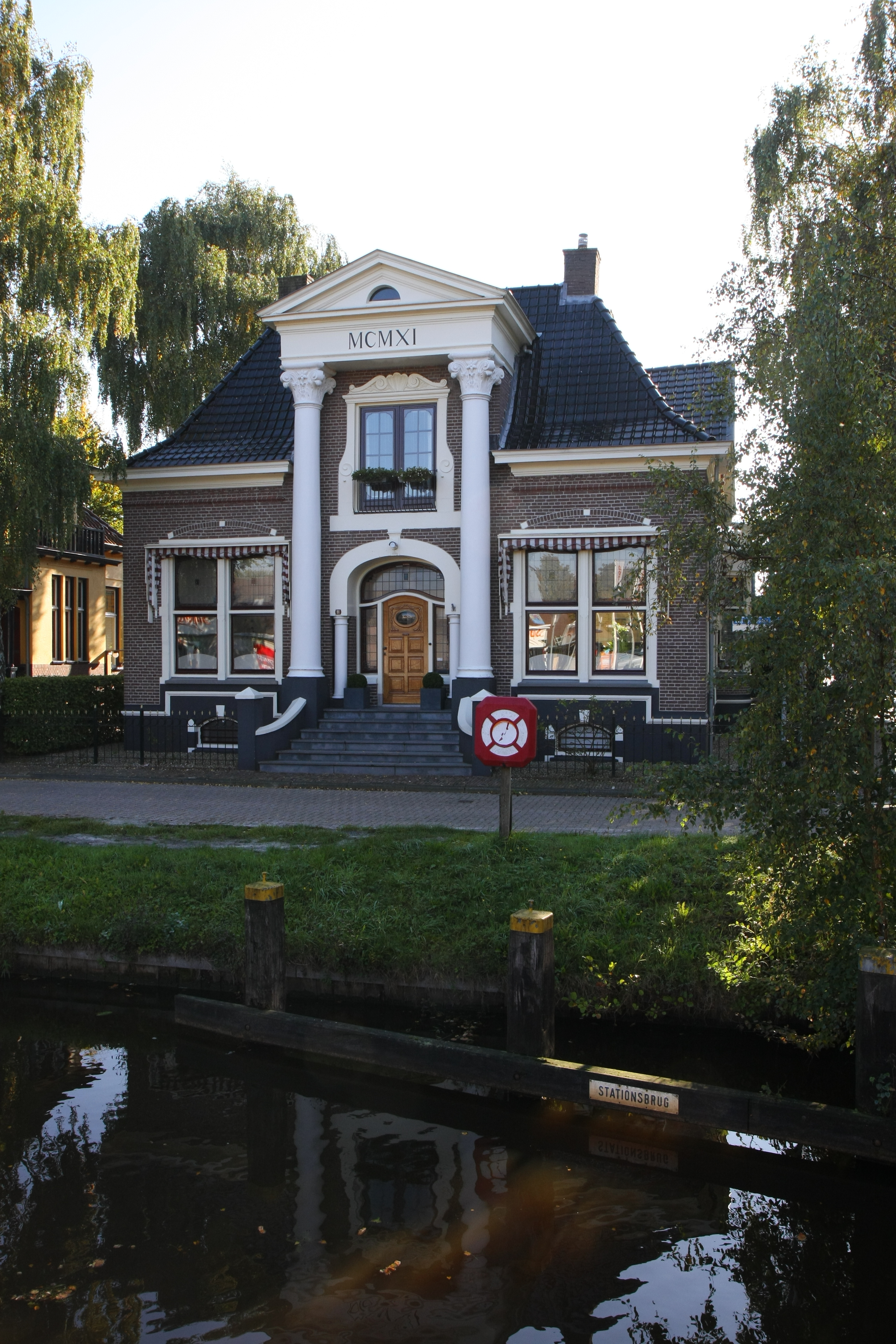
Casa signorile a Wildervank

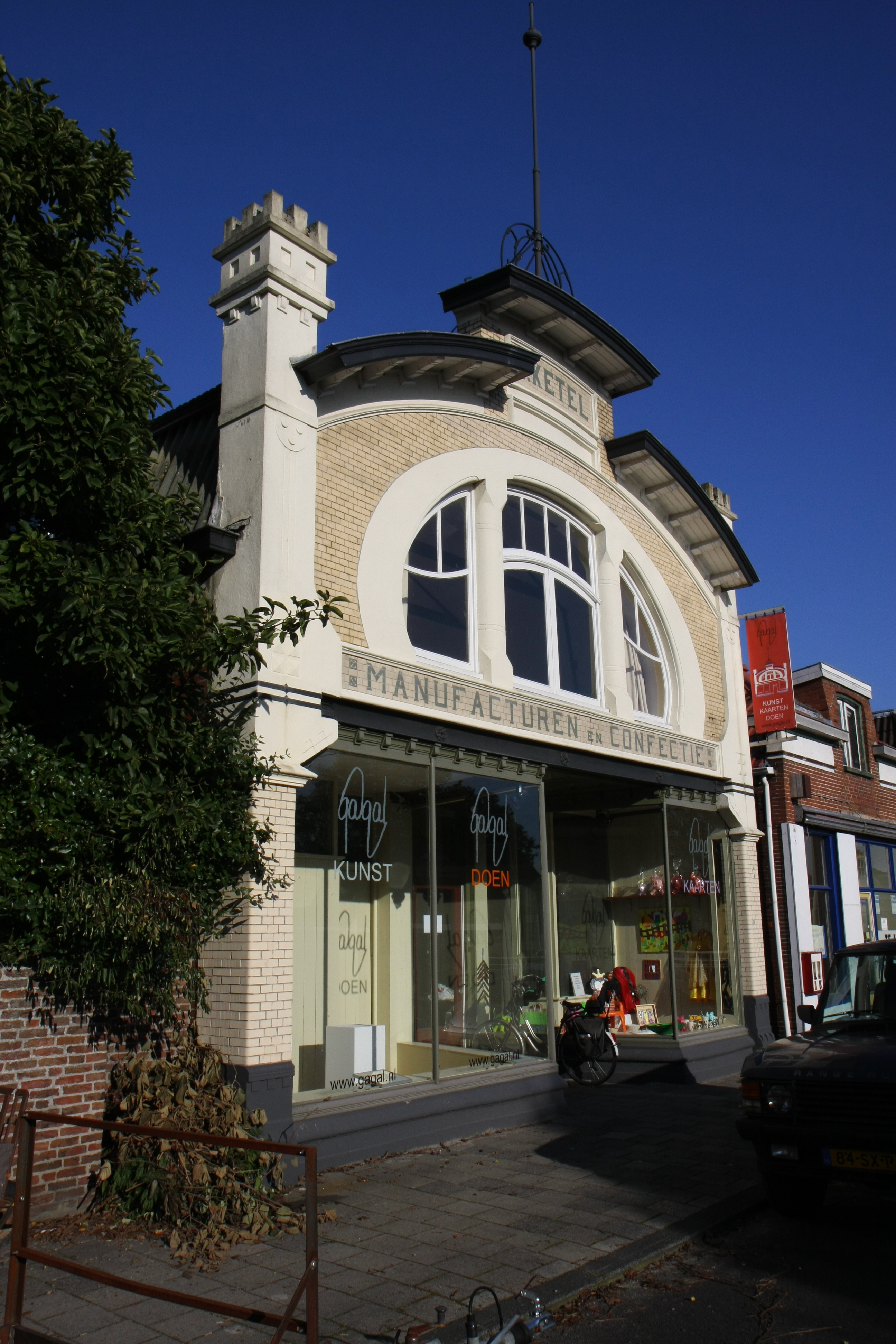
Altro edificio classificato come rijksmonument a Wildervank

Wildervank  è una località di circa 5 700 abitanti del nord-est dei Paesi Bassi, facente parte della provincia di Groninga e situata nella regione di Veenkoloniën. Dal punto di vista amministrativo, si tratta di un-ex comune, dal 1969 accorpato alla municipalità di Veendam.

## Etimologia
Il nome del villaggio deriva da quello del suo fondatore, Adriaan Geerts Wildervanck (v. la sezione "Storia").

## Geografia fisica

### Collocazione
Il villaggio di Wildervank si trova nella parte meridionale della provincia di Groninga, al confine con la provincia della Drenthe e poco a nord dello Stadskanaal ed è situato a circa 3–4 km a sud di Veendam.

### Suddivisione amministrativa
Buurtschappen
- Westerdiepsterdallen
- Wildervanksterdallen

## Storia
Il villaggio sorse nel 1657, quando un commerciante di Groninga, Adriaan Geerts Wildervanck, iniziò a sfruttare le torbiere della zona.
Il comune di Wildervank fu soppresso nel 1969: la parte che comprendeva il villaggio omonimo e le zone limitrofe fu annessa alla municipalità di Veendam, mentre gli altri villaggi che formavano il comune furono annesse alla municipalità di Stadskanaal.

## Stemma
Lo stemma di Wildervank raffigura un uomo con una piccola pala e fa riferimento all'estrazione in loco della torba e alla fondazione del villaggio.
Questo stemma fece la sua apparizione nel 1890. Fino ad allora la località non aveva ancora uno stemma ufficiale.

## Monumenti e luoghi d'interesse
Wildervank conta 17 edifici classificati come rijksmonumenten e 35 edifici classificati come gemeentelijke monumenten.

### Margaretha Hardenbergkerk
Tra gli edifici d'interesse, figura l'ex-Margaretha Hardenbergkerk o Oude Kerk, risalente al 1687 e trasformata nel Cultuurcentrum Margaretha Hardenberg.

### Evangelisch-Lutherse Kerk
Altro edificio d'interesse è l'Evangelisch-Lutherse Kerk, risalente al 1747.

#### Christelijke Gereformeerde Kerk
Al nr. 74 della Torenstraat si trova invece la Christelijke Gereformeerde Kerk o Grote Kerk, risalente al 1911.

### Porselein Dierepark
Altro luogo d'interesse è il Porselein Dierenpark, un parco che espone animali di porcellana in miniatura.

## Sport
- La squadra di calcio locale è il VV Wildervank, club fondato nel 1930[7]